# Martellus Bennett
Martellus Demond Bennett (* 10. März 1987 in San Diego, Kalifornien) ist ein ehemaliger US-amerikanischer American-Football-Spieler auf der Position des Tight Ends. Er spielte College Football an der Texas A&M University und wurde von den Dallas Cowboys in der zweiten Runde des NFL Drafts 2008 ausgewählt. Nach vier Jahren bei den Cowboys spielte er ein Jahr für die New York Giants und anschließend drei Jahre für die Chicago Bears. Mit den New England Patriots gewann er den Super Bowl LI. Sein älterer Bruder ist der Defensive End der Dallas Cowboys, Michael Bennett.

## Karriere

### Anfänge
Bennett besuchte die Alief Taylor High School in Houston und spielte dort neben American Football auch Basketball. Er war in der Footballmannschaft drei Jahre lang Starter und wurde als Tight End zweimal in die All-District- sowie die All-Greater-Houston-Auswahl berufen. Als Sophomore machte er durchschnittlich 12,4 Yards Raumgewinn pro gefangenem Pass. Während seiner Zeit als Junior fing er 13 Pässe, wodurch er einen Raumgewinn von 170 Yards sowie zwei Touchdowns erzielte. In seinem letzten Jahr führte er seine Mannschaft mit 42 gefangenen Pässen an, wodurch er 487 Yards Raumgewinn und sechs Touchdowns erzielen konnte. Die Texas Sports Writers Association berief ihn aufgrund dieser Leistungen ins All-State Team. Im Basketball erreichte er in seinem letzten Jahr durchschnittlich 23 Punkte und 8,2 Rebounds. Im Jahr 2005 nahm er zudem am U.S. Army All-American Bowl teil.
Die Plattform Rivals.com bewertete Bennett daraufhin mit fünf von fünf möglichen Sternen und führte ihn in den High-School-Ranglisten als besten Tight End sowie achtbesten Spieler seines Abschlussjahrgangs. Ihm wurde von der Texas A&M, der Duke University, der University of Kansas, der Louisiana State University, der University of Miami, der University of Oklahoma und der University of Texas ein Sportstipendium angeboten. Obwohl er sich ursprünglich für die University of Miami entschieden hatte, nahm er schließlich das Sportstipendium der Texas A&M an.
Darüber hinaus meldete er sich für den NBA-Draft 2005 an, obwohl er keinen Agenten hatte, mit der Intention das College zu besuchen, sollte er nicht in der ersten Runde ausgewählt werden. Nachdem ihn einige Agenten informiert hatten, dass dies ziemlich unwahrscheinlich sei, meldete er sich vom Draft ab. Stattdessen schrieb er sich für das Sommersemester an der Texas A&M ein.

### College
In seiner ersten Saison an der Texas A&M fing er 18 Pässe für 162 Yards Raumgewinn und drei Touchdowns. In der darauffolgenden Saison war er einer von acht Halbfinalisten für den John Mackey Award, der jährlich an den landesweit besten Tight End vergeben wird, nachdem er 38 Pässe für einen Raumgewinn von 497 Yards gefangen und drei Touchdowns erzielt hatte. Am 26. Oktober 2006 erreichte er einen Karrierebestwert mit einem Raumgewinn von 133 Yards und zwei Touchdowns im Spiel gegen die Baylor University. Im Anschluss erhielt er dafür den Mackey Award Player of the Week. Am Ende der Saison wurde er in das All Big 12 Second Team berufen. In seinem Juniorjahr kam er auf 49 gefangene Pässe, erzielte einen Raumgewinn von 587 Yards sowie vier Touchdowns. Daraufhin wurde ihm von einem NFL-Komitee nahegelegt, sich für den NFL Draft anzumelden, da er bereits in der ersten oder zweiten Runde ausgewählt werden könnte. Bennett folgte diesem Ratschlag und meldete sich für den NFL Draft an, statt eine letzte Saison für die Texas A&M zu spielen.
In drei Spielzeiten für die Texas A&M fing Bennett 105 Pässe für 1246 Yards Raumgewinn und 10 Touchdowns. Mit 105 als Tight End gefangenen Pässen stellte er den Rekord der Texas A&M ein. Im Durchschnitt kam er dennoch nur auf 34,6 Yards Raumgewinn pro Spiel, was viele auf die laufintensive Offensive von Trainer Dennis Franchione zurückführen. Am Ende seiner Sophomoresaison nahm Bennett den Rap-Song Throw me the ball coach auf und machte zusammen mit seinen Mannschaftskollegen einen Remix von dem Song. Von 2006 bis 2008 spielte er an der Texas A&M zusammen mit seinem Bruder Michael Bennett.
An der Texas A&M spielte Bennett unter Trainer Billy Gillispie auch zwei Spielzeiten Basketball, aber entschied sich im Januar 2007, sich auf Football zu fokussieren. In der Saison 2005/06 war er der erste Sportler der Texas A&M seit 1969, der sowohl Teil der Basketballmannschaft als auch der Footballmannschaft war. Dabei kam er in seiner ersten Saison auf 1,9 Punkte und 1,5 Rebounds pro Spiel. In seiner zweiten Saison waren es 0,5 Punkte und 0,5 Rebounds pro Spiel, bevor er sich vom Basketball abmeldete.

### NFL

#### Draft
Bei der NFL Scouting Combine 2008 war Bennett, der den 40-Yard-Sprint in 4,68 Sekunden lief, Siebter von acht Tight Ends in seiner Gruppe. Beim Vertical Jump (34 Inch) wurde er Dritter und beim Broad Jump (9–9) Fünfter. Zusammen mit 30 anderen Draft-Kandidaten wurde er am 17. und 18. April 2008 von den Dallas Cowboys in deren Hauptquartier Valley Ranch eingeladen. Nachdem die Cowboys Anthony Fasano getauscht hatten, wählten sie Bennett in der zweiten Runde als insgesamt 61. Spieler des NFL Drafts 2008 aus.

#### Dallas Cowboys
Am 24. Juli 2008 unterschrieb er einen Vierjahresvertrag bei den Cowboys. Vor Beginn der Saison boten die Cincinnati Bengals den Cowboys einen zukünftigen Erstrundenpick im Tausch für Bennett, aber die Cowboys lehnten das Tauschgeschäft ab. In der Hierarchie der Cowboys war er zweiter Tight End vor Tony Curtis und kam in seiner Rookie-Saison auf 20 gefangene Pässe und erzielte dadurch 283 Yards Raumgewinn sowie vier Touchdowns. In der Saison 2009 spielte er als Wide Receiver und fing auf dieser Position nur noch 15 Pässe für einen Raumgewinn von 159 Yards, ohne jedoch einen Touchdown zu erzielen. Nachdem sich John Phillips vor der Beginn der Saison 2010 verletzt hatte, wurde Bennett Starter auf seiner angestammten Position als Tight End. Als Starter kam er zwar auf 33 gefangene Pässe, aber konnte dadurch nur 260 Yards Raumgewinn erzielen und erneut keinen Touchdown. Die Saison 2011 startete für Bennett mit einer Verletzung, sodass er die ersten beiden Saisonspiele verpasste. Wieder einsatzfähig, beendete er die Saison mit 17 gefangenen Pässen für 144 Yards Raumgewinn, woraus jedoch erneut kein Touchdown resultierte. Am Ende der Saison hatte er sowohl ein Angebot zur Vertragsverlängerung von den Cowboys vorliegen als auch ein Angebot von den New York Giants. Da er die Chance nutzen wollte, zum Starter aufzusteigen, entschied er sich letztlich für das Angebot der Giants.
In seiner Zeit bei den Cowboys erregte er immer wieder öffentliche Aufmerksamkeit durch kontroverse Zitate und YouTube-Videos. Dabei sind besonders sein Black-Olympics-Video und ein Radiointerview, in dem für den Ersatzquarterback Jon Kitna die Chance einforderte, mit dem seinerzeit verletzten Tony Romo in Wettbewerb um den Platz als Starter treten zu können, zu erwähnen.

#### New York Giants
Am 14. März 2012 unterschrieb er bei den Giants einen einjährigen Vertrag, der mit 2,5 Mio. US-Dollar dotiert war. Nachdem er in der Saisonvorbereitung Gewichtsprobleme hatte, bekam er diese rechtzeitig zu Saisonbeginn unter Kontrolle und kam in der gesamten Saison auf 55 gefangene Pässe für einen Raumgewinn von 626 Yards und fünf Touchdowns.

#### Chicago Bears
Daraufhin unterschrieb er bei den Chicago Bears einen Vierjahresvertrag. Bennett stellte während der Saison mit 65 gefangenen Pässen für einen Raumgewinn von 759 Yards einen neuen Karrierebestwert auf. Zudem war er mit den 65 gefangenen Pässen achtbester Tight End der Liga und zweitbester Tight End in der Geschichte der Chicago Bears hinter Mike Ditka, der 1964 auf 75 gefangene Pässe kam. In der darauffolgenden Saison wurde er im August für fünf Tage suspendiert, da er seinen Mannschaftskollegen Kyle Fuller geschlagen hatte. Dennoch gelangen ihm während der Saison 90 gefangene Pässe für einen Raumgewinn von 916 Yards und sechs Touchdowns, womit er den Rekord von Mike Ditka einstellte. Im Januar 2015 wurden diese Leistungen mit der Berufung in den Pro Bowl honoriert und er ersetzte dort Rob Gronkowski von den New England Patriots, der verhindert war. Bennett bestritt die Vorbereitung auf die Saison 2015 nur in Teilen, da es zu Vertragsstreitigkeit zwischen ihm und den Bears kam. Im Laufe der Saison hatte er immer wieder mit Blessuren zu kämpfen und wurde deshalb im Dezember auf die Injured Reserve List gesetzt. Dennoch führte er die Mannschaft zu diesem Zeitpunkt mit 53 gefangenen Pässen an. Die Beziehungen zu seinen Mannschaftskollegen, dem Trainerstab und dem Management verschlechterten sich während der Saison zusehends und erreichten einen Tiefpunkt, als er seine Mannschaftskollegen in einem Interview mit E:60 als bunch of bitches (dt.: ein Haufen Schlampen) bezeichnete.

#### New England Patriots

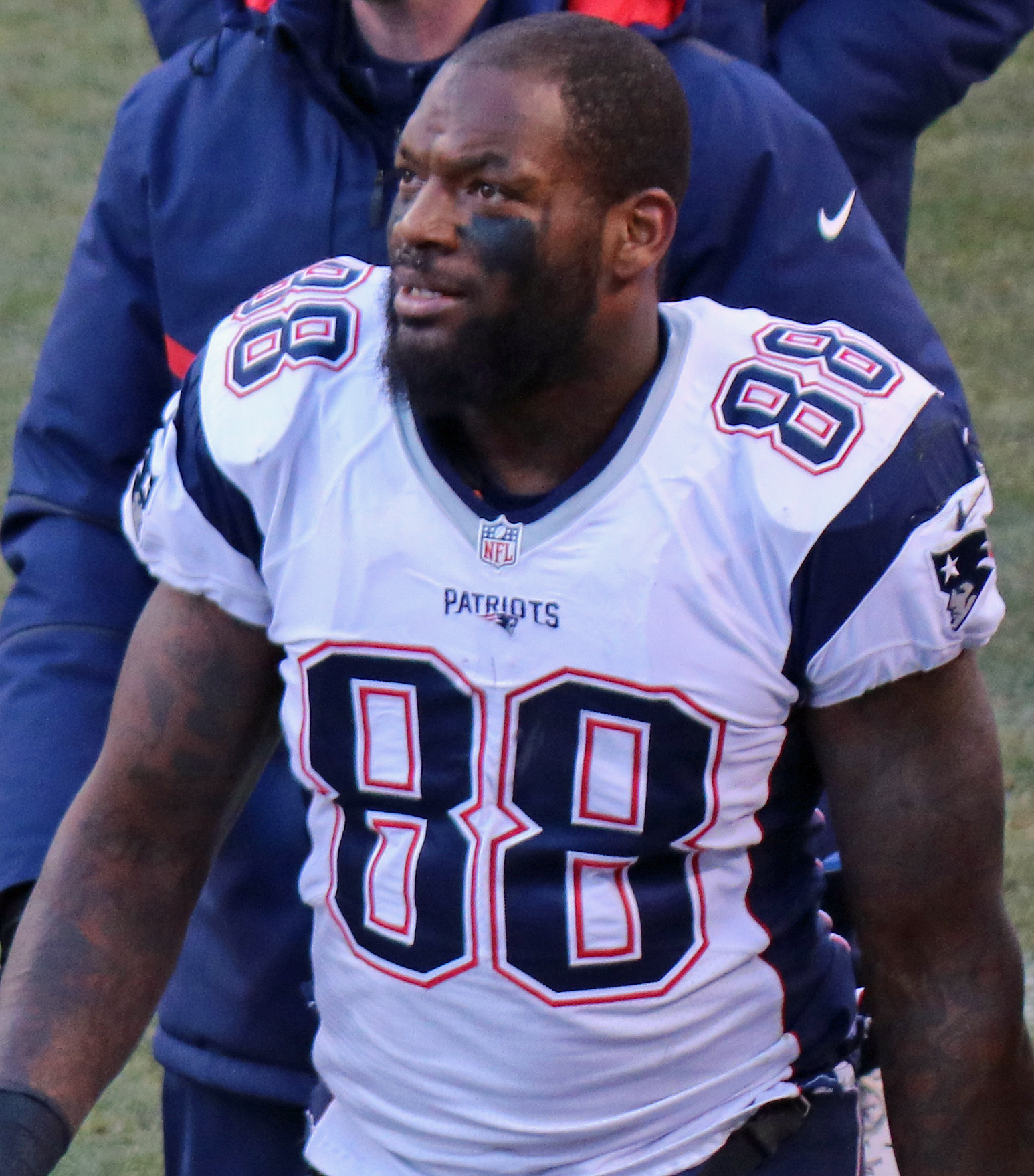
Bennett im Trikot der Patriots (2016)

In der Saison 2016 wurde er deshalb zusammen mit einem Sechstrundenpick beim NFL Draft 2016 zu den New England Patriots getauscht, und die Bears erhielten im Gegenzug einen Viertrundenpick im NFL Draft 2016. An den ersten fünf Spieltagen der Saison 2016 war Bennett der effizienteste Passempfänger der Patriots mit 21 gefangenen Pässen, 314 Yards Raumgewinn und vier Touchdowns; davon drei Touchdowns am fünften Spieltag im Spiel gegen die Cleveland Browns. Als Rob Gronkowski im Dezember auf die Injured Reserve List gesetzt wurde, war Bennett als Tight End der Patriots gesetzt. Am Ende der Regular Season hatte er alle 16 Spiele (davon 12 als Starter) bestritten und kam auf 55 gefangene Pässe für 701 Yards Raumgewinn und einen Karrierebestwert von sieben Touchdowns, trotz anhaltender Knöchel- und Schulterbeschwerden.

#### Green Bay Packers
Nach dem Auslaufen seines Ein-Jahres-Vertrages bei den Patriots unterschrieb Bennett am 11. März 2017 bei den Green Bay Packers.
Bennett wurde am 8. November 2017 von den Packers entlassen. Grund hierfür sind seine anhaltenden Schulterprobleme, die er angeblich bei der Vertragsunterschrift verschwieg.

#### New England Patriots
Nur 24 Stunden nach der Entlassung durch die Packers wurde Bennett von den Patriots verpflichtet. Nach zwei Spielen setzten diese ihn für den Rest der Saison auf die Injured Reserve List, und entließen ihn zu Beginn der Off-Season. Am 24. März 2018 verkündete Bennett sein Karriereende.

### Statistik
| Jahr   | Team                 | Spiele | Rec | Yards | Schnitt | Längster | TD | Fmb | FmbL |
| ------ | -------------------- | ------ | --- | ----- | ------- | -------- | -- | --- | ---- |
| 2008   | Dallas Cowboys       | 16     | 20  | 283   | 14,2    | 37       | 4  | 0   | 0    |
| 2009   | Dallas Cowboys       | 14     | 15  | 159   | 10,6    | 21       | 0  | 0   | 0    |
| 2010   | Dallas Cowboys       | 16     | 33  | 260   | 7,9     | 32       | 0  | 1   | 0    |
| 2011   | Dallas Cowboys       | 14     | 17  | 144   | 8,5     | 15       | 0  | 0   | 0    |
| 2012   | New York Giants      | 16     | 55  | 626   | 11,4    | 33T      | 5  | 0   | 0    |
| 2013   | Chicago Bears        | 16     | 65  | 759   | 11,7    | 43       | 5  | 1   | 1    |
| 2014   | Chicago Bears        | 16     | 90  | 916   | 10,2    | 37       | 6  | 0   | 0    |
| 2015   | Chicago Bears        | 11     | 53  | 439   | 8,3     | 24T      | 3  | 2   | 0    |
| 2016   | New England Patriots | 16     | 55  | 701   | 12,7    | 58       | 7  | 0   | 0    |
| 2017   | Green Bay Packers    | 7      | 24  | 233   | 9,7     | 33       | 0  | 0   | 0    |
| 2017   | New England Patriots | 2      | 6   | 53    | 8,8     | 27       | 0  | 0   | 0    |
| Gesamt | Gesamt               | 144    | 433 | 4.573 | 10,6    | 58       | 30 | 4   | 1    |

## Persönliches
Bennett ist der jüngere Bruder des Defensive Ends der Seattle Seahawks Michael Bennett. Er ist ein Freund des ehemaligen Tight Ends der Buffalo Bills, Kevin Everett. Nachdem Everett seine Karriere 2007 aufgrund einer schwerwiegenden Verletzung beenden musste, trug Bennett in seinem Juniorjahr an der Texas A&M für zwei Spiele dessen Trikotnummer.
Zusammen mit seinem Bruder Reshaud Bennett veröffentlichte er im März 2012 das Musikalbum Fast Food, das seit Anfang 2014 auf iTunes erhältlich ist. Anfang 2014 veröffentlichte er zudem das Mixtape Year of the Orange Dinosaur, das über seinen Twitter-Kanal kostenlos erhältlich war.
Auf dem Bears’ Family Fest 2015 veröffentlichte er den Kurzfilm Zoovie, in dem neben Bennett auch der Rapper Asher Roth sowie die ESPN-Journalistin Cari Champion auftreten.
2016 gründete Bennett die Animationsfirma The Imagination Agency, die Kinderbücher, Kurzfilme und mobile Apps produziert. Anlässlich seines Karriereendes kündigte er an, sich zukünftig verstärkt um den Aufbau des Unternehmens zu kümmern.